# Skärvingen, Medelpad
Skärvingen är en sjö i Ånge kommun i Medelpad och ingår i Ljungans huvudavrinningsområde. Sjön är 15,6 meter djup, har en yta på 0,386 kvadratkilometer och befinner sig 236,1 meter över havet. Sjön avvattnas av vattendraget Kilbäcken. Vid provfiske har abborre, gädda, mört och sik fångats i sjön.

## Delavrinningsområde
Skärvingen ingår i det delavrinningsområde (693802-152370) som SMHI kallar för Utloppet av Skärvingen. Medelhöjden är 283 meter över havet och ytan är 7,93 kvadratkilometer. Det finns ett avrinningsområde uppströms, och räknas det in blir den ackumulerade arean 20,13 kvadratkilometer. Kilbäcken som avvattnar avrinningsområdet har biflödesordning 4, vilket innebär att vattnet flödar genom totalt 4 vattendrag innan det når havet efter 88 kilometer. Avrinningsområdet består mestadels av skog (88 procent). Avrinningsområdet har 0,49 kvadratkilometer vattenytor vilket ger det en sjöprocent på 6,2 procent.